# New Zealand State Highway 85
Der New Zealand State Highway 85 (auch State Highway 85 oder in Kurzform SH 85) ist eine Fernstraße von nationalem Rang auf der Südinsel von Neuseeland. Daneben wird er auch als Pigroot bezeichnet.

## Strecke
Der SH 85 beginnt am New Zealand State Highway 8 bei Alexandra und folgt in nordöstlicher Richtung dem Tal des Manuherikia River bis zu der kleinen Ortschaft Hills Creek, wobei er Omakau passiert. Anschließend knickt er in südöstliche Richtung ab, passiert Ranfurly nördlich und kreuzt die Maniototo Plain bis zur Südwestflanke der Kakanui Mountains, entlang welcher er bis zum New Zealand State Highway 1 bei Palmerston führt, einem Küstenort am Südpazifik nördlich von Dunedin.